# Lars Ulrik Mortensen
Lars Ulrik Mortensen, född 9 november 1955, är en dansk musiker (cembalist).
Mortensen har ett stort antal skivinspelningar bakom sig, bland annat på Deutsche Grammophon, EMI og ECM. På senare år har han på danska skivbolaget Da Capo inriktat sig speciellt på musik av Dietrich Buxtehude. Tillsammans med bland andra John Holloway och Jaap ter Linden medverkar Mortensen på den första samlade inspelningen av Buxtehudes kammarmusik. En inspelning av Buxtehude-kantater med sopranen Emma Kirkby emottog 1998 en grammy – och en trippel-cd med Buxtehudes cembalomusik emottog Cannes Classical Award 2001.